# Formule van Faulhaber
In de wiskunde drukt de formule van Faulhaber, genoemd naar Johann Faulhaber, de som 
Fout bij het parsen (SVG (MathML kan worden gebruikt via een browserplugin): Ongeldig antwoord ("Math extension cannot connect to Restbase.") van server "http://localhost:6011/nl.wikipedia.org/v1/":): {\displaystyle \sum_{k=1}^n k^p = 1^p + 2^p + 3^p + \cdots + n^p}

uit als een (p + 1)de-graads polynomiale functie van n, waar de coëfficiënten te maken hebben met Bernoulli-getallen.
Merk op: in de meest gangbare conventie zijn de Bernoulli-getallen.
{\displaystyle B_{0}=1,\quad B_{1}=-{\tfrac {1}{2}},\quad B_{2}={\tfrac {1}{6}},\quad B_{3}=0,\quad B_{4}=-{\tfrac {1}{30}},\quad \dots }
Maar voor het moment volgen we een minder bekende conventie, dat {\displaystyle B_{1}=+{\tfrac {1}{2}}}, waar alle andere Bernoulli-getallen hetzelfde blijven als hierboven (zie hieronder voor meer hierover).
De formule zegt 
{\displaystyle \sum _{k=1}^{n}k^{p}={1 \over p+1}\sum _{j=0}^{p}{p+1 \choose j}B_{j}n^{p+1-j}\qquad \left({\mbox{met }}B_{1}={\tfrac {1}{2}}{\mbox{ in plaats van }}-{\tfrac {1}{2}}\right)}
(de index j loopt maar tot p, niet tot p + 1).
In deze vorm kende Faulhaber de formule niet. Hij kende ten minste de eerste 17 gevallen en het feit dat wanneer de exponent oneven is, dat de som een polynomiale functie van de som is in het bijzondere geval dat de exponent gelijk is aan 1. Hij kende ook een aantal opmerkelijke veralgemeningen (zie Knuth). 
De afleiding van de formule van Faulhaber is beschikbaar in The Book of Numbers door John Horton Conway en Richard Guy.

## Expliciete berekening van enige gevallen
Fout bij het parsen (SVG (MathML kan worden gebruikt via een browserplugin): Ongeldig antwoord ("Math extension cannot connect to Restbase.") van server "http://localhost:6011/nl.wikipedia.org/v1/":): {\displaystyle 1 + 2 + 3 + \cdots + n = {n(n+1) \over 2} = {n^2 + n \over 2}}

{\displaystyle 1^{2}+2^{2}+3^{2}+\cdots +n^{2}={n(n+1)(2n+1) \over 6}={2n^{3}+3n^{2}+n \over 6}}
{\displaystyle 1^{3}+2^{3}+3^{3}+\cdots +n^{3}=\left({n^{2}+n \over 2}\right)^{2}={\frac {n^{2}(n+1)^{2}}{4}}={n^{4}+2n^{3}+n^{2} \over 4}}
{\displaystyle 1^{4}+2^{4}+3^{4}+\cdots +n^{4}={6n^{5}+15n^{4}+10n^{3}-n \over 30}}
{\displaystyle 1^{5}+2^{5}+3^{5}+\cdots +n^{5}={2n^{6}+6n^{5}+5n^{4}-n^{2} \over 12}}
{\displaystyle 1^{6}+2^{6}+3^{6}+\cdots +n^{6}={6n^{7}+21n^{6}+21n^{5}-7n^{3}+n \over 42}}

## Methode met matrices
Dit voorbeeld met {\displaystyle 7\times 7}-matrices   is gemakkelijk te veralgemenen door rekening te houden met de driehoek van Pascal
{\displaystyle {\begin{pmatrix}1&0&0&0&0&0&0\\-1&2&0&0&0&0&0\\1&-3&3&0&0&0&0\\-1&4&-6&4&0&0&0\\1&-5&10&-10&5&0&0\\-1&6&-15&20&-15&6&0\\1&-7&21&-35&35&-21&7\\\end{pmatrix}}^{-1}={\begin{pmatrix}1&0&0&0&0&0&0\\{1 \over 2}&{1 \over 2}&0&0&0&0&0\\{1 \over 6}&{1 \over 2}&{1 \over 3}&0&0&0&0\\0&{1 \over 4}&{1 \over 2}&{1 \over 4}&0&0&0\\{-{1 \over 30}}&0&{1 \over 3}&{1 \over 2}&{1 \over 5}&0&0\\0&{-{1 \over 12}}&0&{5 \over 12}&{1 \over 2}&{1 \over 6}&0\\{1 \over 42}&0&{-{1 \over 6}}&0&{1 \over 2}&{1 \over 2}&{1 \over 7}\end{pmatrix}}}.
{\displaystyle {\begin{pmatrix}\sum _{k=1}^{n}k^{0}\\\sum _{k=1}^{n}k^{1}\\\sum _{k=1}^{n}k^{2}\\\sum _{k=1}^{n}k^{3}\\\sum _{k=1}^{n}k^{4}\\\sum _{k=1}^{n}k^{5}\\\sum _{k=1}^{n}k^{6}\end{pmatrix}}={\begin{pmatrix}1&0&0&0&0&0&0\\{1 \over 2}&{1 \over 2}&0&0&0&0&0\\{1 \over 6}&{1 \over 2}&{1 \over 3}&0&0&0&0\\0&{1 \over 4}&{1 \over 2}&{1 \over 4}&0&0&0\\{-{1 \over 30}}&0&{1 \over 3}&{1 \over 2}&{1 \over 5}&0&0\\0&{-{1 \over 12}}&0&{5 \over 12}&{1 \over 2}&{1 \over 6}&0\\{1 \over 42}&0&{-{1 \over 6}}&0&{1 \over 2}&{1 \over 2}&{1 \over 7}\end{pmatrix}}{\begin{pmatrix}n\\n^{2}\\n^{3}\\n^{4}\\n^{5}\\n^{6}\\n^{7}\end{pmatrix}}={\begin{pmatrix}n\\{1 \over 2}n+{1 \over 2}n^{2}\\{1 \over 6}n+{1 \over 2}n^{2}+{1 \over 3}n^{3}\\{1 \over 4}n^{2}+{1 \over 2}n^{3}+{1 \over 4}n^{4}\\{-{1 \over 30}}n+{1 \over 3}n^{3}+{1 \over 2}n^{4}+{1 \over 5}n^{5}\\{-{1 \over 12}}n^{2}+{5 \over 12}n^{4}+{1 \over 2}n^{5}+{1 \over 6}n^{6}\\{1 \over 42}n{-{1 \over 6}}n^{3}+{1 \over 2}n^{5}+{1 \over 2}n^{6}+{1 \over 7}n^{7}\end{pmatrix}}}